# Protagonist
Protagonist ili glavni lik je prvenstveno naziv za glumca u antičkoj drami koji igra glavnu ulogu.
U današnje vrijeme se ovaj naziv također odnosi i na glavni lik u nekom književnom, kazališnom, filmskom djelu ili videoigri koji je nositelj radnje i pokretač zbivanja.